# Segorbe
Segorbe è un comune spagnolo di 9 244 abitanti situato nella comunità autonoma Valenciana.
Durante la seconda settimana di settembre vi si celebra, alle due di tutti i pomeriggi dal lunedì alla domenica, la Entrada de Toros y Caballos de Segorbe, le cui prime tracce documentali risalgono al XIV secolo. È una specie di corsa in cui mandriani a cavallo mostrano la loro abilità nel guidare la mandria dei tori attraverso il paese, e gli spettatori il loro coraggio nello stringersi fittamente attorno ai protagonisti della corsa.

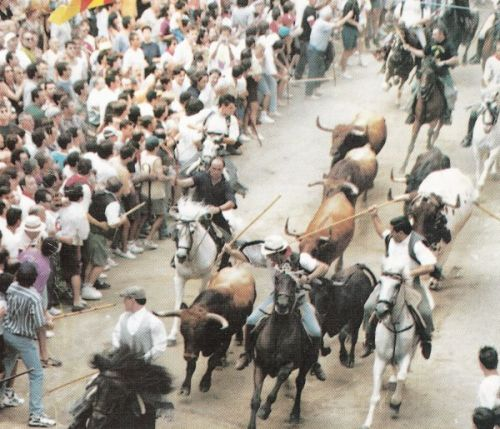
LEntrada de Toros y Caballos de Segorbe

## Storia
Di origine iberica, chiamata Segobriga, fu poi conquistata da romani; divenne in seguito sede vescovile. 

## Luoghi di interesse
- Cattedrale di Segorbe
- Chiesa di San Martin de las Monjas, risalente al XVII secolo, dove si conserva uno dei più belli tra i quadri di Ribalta, che raffigura Cristo nel Limbo.
- Acquedotto romano, i cui resti sono visibili nei dintorni.